# Hum, Grabštanj
Hum (nemško Hum) je naselje v Občini Grabštanj v Okraju Celovec-dežela na Koroškem v Avstriji.